# Jorge Capitanich
Jorge Milton Capitanich (Presidencia Roque Sáenz Peña, 28 de noviembre de 1964) es un contador y político argentino del Partido Justicialista. Ha sido gobernador de la provincia del Chaco en los períodos 2007-2015 y 2019-2023. En 2023, se postuló para un cuarto mandato como gobernador; sin embargo, fue derrotado por Leandro Zdero en las elecciones.
En 1999 y 2003 fue candidato a gobernador, siendo derrotado frente a los entonces candidatos del oficialismo Ángel Rozas y Roy Nikisch, respectivamente. Fue electo senador nacional por la minoría en el período 2001-2007, cargo que dejó temporalmente para ser jefe de Gabinete de Ministros de la Nación Argentina entre enero y mayo de 2002 intendente. En las elecciones de 2007 a gobernador obtuvo un triunfo resonante ya que el exgobernador Rozas era el favorito en todas las encuestas; dicho resultado permitió que el PJ vuelva a ocupar el cargo luego de 16 años. Desde el 20 de noviembre de 2013 hasta el 27 de febrero de 2015, pidió licencia como gobernador para asumir nuevamente como jefe de Gabinete de la Nación. En 2015, imposibilitado de una nueva reelección en la provincia por haber ocupado el puesto dos veces consecutivas, se presentó como candidato a intendente de la Ciudad de Resistencia, elección que ganó y por la que ocupó el cargo entre 2015 y 2019.
Entre 2007 y 2023 también fue presidente del Club Atlético Sarmiento. En 2025 fue electo diputado provincial para el período 2025-2029, tras haber sido primero en la lista de su coalición, que salió en segundo lugar.

## Biografía

### Comienzos
Capitanich proviene de una familia de descendientes de montenegrinos afincados en la Colonia José Mármol, conocida como «La Montenegrina» en el Departamento Independencia, Chaco.
En 1991 realizó el Postgrado en Ciencias de la Administración en la Universidad de Belgrano; en 1999 obtuvo la maestría en Economía y Ciencias Políticas en la Escuela Superior de Economía y Administración de Empresas (ESEADE). Fue becado en 1996 por la Embajada Británica en Argentina.
Capitanich fue secretario del gobernador peronista Danilo Baroni con solo 22 años. Luego se desempeñó como subsecretario del Ministerio de Desarrollo Social durante la presidencia de Menem. En 1994 fue enviado a gestionar el Banco de Formosa en la previa de su proceso de privatización. Por esta gestión sufrió varias denuncias por un vaciamiento de dicho banco con préstamos otorgados de forma ruinosa; él aduce que no administró la entidad sino que tenía un cargo de asesor externo.
En 1997 recibió el Premio Anual ADEBA (Asociación de Bancos Argentinos) por el trabajo La eficiencia del gasto social. Fue Profesor de la UBA y la UB, entre otras tareas docentes.

### Senador Nacional (2001-2007)
En 2001 fue elegido senador nacional por la minoría de la Provincia del Chaco, representando al Partido Justicialista. Ministro de Economía interino de Ramón Puerta. Durante el gobierno de Eduardo Duhalde Capitanich fue su primer jefe del Gabinete de Ministros, cargo que ocupó durante los primeros cuatro meses de 2002.
En el 2003 se producen las elecciones a presidente en las cuales se enfrentan Néstor Kirchner, Carlos Menem y Adolfo Rodríguez Saá. Capitanich fue uno de los primeros referentes de peso del PJ que apoyó a Néstor Kirchner en la candidatura a presidente y desde entonces adhiere al kirchnerismo.
En el Senado fue titular de la Comisión de Presupuesto y Hacienda. Durante su mandato legislativo apoyó iniciativas como el pago de la deuda al FMI, la ley de hidrocarburos, la reducción del IVA a fertilizantes y la exención para espectáculos musicales.

### Gobernador de Chaco (2007-2011, 2011-2015, 2019-2023)
En las elecciones provinciales de 2007, Capitanich se presentó como candidato a gobernador por el Frente Chaco Merece Más, una alianza de varios partidos con peso mayoritario del Partido Justicialista. El 16 de septiembre de 2007 fue elegido gobernador de la Provincia del Chaco, al derrotar al candidato del oficialismo y exgobernador Ángel Rozas, perteneciente a la Unión Cívica Radical, contra las estimaciones iniciales de las encuestas  En 2008 recibió un reconocimiento de los Premios Konex por su trayectoria como legislador en la categoría "Instituciones - Comunidad - Empresa".
En las elecciones del 18 de septiembre de 2011 consiguió su reelección como gobernador al obtener más del 66 % de los votos.

#### Gabinete Provincial
El gabinete provincial de Jorge Milton Capitanich estuvo conformado por:
| Gabinete provincial de Jorge Capitanich 2007-2013 | Gabinete provincial de Jorge Capitanich 2007-2013           | Gabinete provincial de Jorge Capitanich 2007-2013 |
| Cartera                                           | Titular                                                     | Período |
| ------------------------------------------------- | ----------------------------------------------------------- | --- |
| Ministerio de Gobierno, Justicia y Trabajo        | Juan Manuel Pedrini Oscar Domingo Peppo Jorge Alcántara     | 8 de mayo de 2009 - 2013 9 de noviembre de 2008 - 8 de mayo de 2009 10 de diciembre de 2007 - 9 de noviembre de 2008                                                              |
| Ministerio de Economía, Producción y Empleo       | Eduardo Aguilar                                             | 10 de diciembre de 2007 - 10 de diciembre de 2011 |
| Ministerio de Hacienda y Finanzas Públicas        | Federico Muñoz Femenia                                      | 10 de diciembre de 2011 - 10 de diciembre de 2015 |
| Ministerio de Industria, Empleo y Trabajo         | Sebastián Agostini                                          | 10 de diciembre de 2011 - 10 de diciembre de 2015 |
| Ministerio de Producción                          | Enrique Orban                                               | 10 de diciembre de 2007 - 10 de diciembre de 2015 |
| Ministerio de Educación                           | Francisco Romero                                            | 10 de diciembre de 2007 - 10 de diciembre de 2015 |
| Ministerio de Salud Pública                       | Francisco Baquero Sandra Mendoza Oscar Holzer               | 8 de mayo de 2009 - 10 de diciembre de 2015 9 de noviembre de 2008 - 8 de mayo de 2009 10 de diciembre de 2007 - 9 de noviembre de 2008                                           |
| Ministerio de Desarrollo Social                   | Beatriz Bogado Aldo Leiva Cristina Magnano Claudia Panzardi | 8 de mayo de 2009 - 10 de diciembre de 2015 9 de noviembre de 2008 - 8 de mayo de 2009 15 de marzo de 2008 - 9 de noviembre de 2008 10 de diciembre de 2007 - 15 de marzo de 2008 |
| Ministerio de Infraestructura                     | Omar Judis                                                  | 10 de diciembre de 2007 - 10 de diciembre de 2015 |
| Ministerio de Planificación y Ambiente            | Raúl Codutti                                                | 10 de diciembre de 2011 - 10 de diciembre de 2015 |
| Ministerio de Desarrollo Urbano y Territorial     | Gustavo Martínez                                            | 10 de diciembre de 2011 - 10 de diciembre de 2015 |

### Jefe de Gabinete (2013-2015)
En 2013 durante el segundo mandato de Cristina Fernández fue designado Jefe de Gabinete de Ministros y Bacileff Ivanoff lo reemplazó como gobernador en ejercicio de la provincia del Chaco. Como Jefe de Gabinete se caracterizó por presentar regularmente informes ante ambas cámaras del Congreso y brindar diariamente conferencias de prensa por la mañana.
El 26 de febrero de 2015, se anunció su reemplazo por el secretario general de la Presidencia, Aníbal Fernández. Capitanich había anunciado ese mismo día, su intención de postularse a Intendente de la Ciudad de Resistencia. Al día siguiente, reasumió como gobernador del Chaco.

### Intendente de Resistencia (2015-2019)
En septiembre de 2015 se impuso en las elecciones a intendente de la capital chaqueña con el 49,78%, superando al postulante de Vamos Chaco, Leandro Zdero, que logró 46,73. De esta forma el peronismo ganaba la intendencia luego de 12 años de gobiernos radicales.
Al momento de asumir, Capitanich mencionó que su gobierno tendría tres ejes: equidad social e integración territorial; crecimiento económico; y gestión pública de calidad. Esos ejes a su vez están subdivididos en 17 proyectos, 42 programas y en 301 acciones. Entre los puntos principales se puede nombrar la creación del Banco Municipal, la designación del Defensor del Pueblo de la ciudad, la conformación de la Fundación de Resistencia Solidaria.
En junio de 2017 anunció la construcción de 509 calles de ripio, lo que fue criticado por los medios de comunicación. En noviembre se realizó un acuerdo con la Facultad de Arquitectura y Urbanismo de la UNNE para avanzar en el plan de ordenamiento territorial 2040 para la ciudad.

#### Gabinete Municipal
El gabinete municipal de Jorge Milton Capitanich se encuentra conformado por:
| Gabinete Municipal de Jorge Capitanich 2015-2019 | Gabinete Municipal de Jorge Capitanich 2015-2019 | Gabinete Municipal de Jorge Capitanich 2015-2019                                                    |
| Cartera                                          | Titular                                          | Período                                                                                             |
| ------------------------------------------------ | ------------------------------------------------ | --------------------------------------------------------------------------------------------------- |
| Secretaría de Gobierno                           | Sebastián Lifton Fabricio Bolatti                | 10 de diciembre de 2017 - 10 de diciembre de 2019 10 de diciembre de 2015 - 10 de diciembre de 2017 |
| Secretaría de Hacienda                           | Federico Muñoz Femenía                           | 10 de diciembre de 2015 - 10 de diciembre de 2019                                                   |
| Secretaría de Planificación Estratégica          | Daniel Agostini                                  | 10 de diciembre de 2015 - 10 de diciembre de 2019                                                   |
| Secretaría de Desarrollo Económico               | Sebastián Lifton                                 | 10 de diciembre de 2015 - 10 de diciembre de 2017                                                   |
| Secretaría de Obras Públicas                     | Diego Arévalo                                    | 10 de diciembre de 2015 - 10 de diciembre de 2019                                                   |
| Secretaría de Cultura, Turismo y Deporte         | Natalia Porta                                    | 10 de diciembre de 2015 - 10 de diciembre de 2017                                                   |
| Secretaría de Cultura y Desarrollo Social        | Sebastián Benitez Mola                           | 10 de diciembre de 2017 - 10 de diciembre de 2019                                                   |
| Secretaría de Ambiente                           | Sebastián Agostini Luis Casas                    | 10 de diciembre de 2017 - 10 de diciembre de 2019 10 de diciembre de 2015 - 10 de diciembre de 2017 |
| Secretaría General                               | Raúl Codutti Patricia Peray                      | 10 de diciembre de 2017 - 10 de diciembre de 2019 10 de diciembre de 2015 - 10 de diciembre de 2017 |
| Unidad de Seguimiento                            | Daniela Deltin                                   | 10 de diciembre de 2015 - 10 de diciembre de 2019                                                   |
| Unidad de Ordenamiento y Espacios Verdes         | José Ruchessi                                    | 10 de diciembre de 2015 - 10 de diciembre de 2019                                                   |

### Gobernador de Chaco (2019-2023)
En 2019 Capitanich se convirtió en miembro de la coalición política Frente de Todos, ahora renombrada Unión por la Patria. En las elecciones a gobernador de Chaco de 2019 presentó su candidatura a la gobernación por el Frente Chaqueño, movimiento político provincial del Frente de Todos en Chaco, junto a Analía Rach Quiroga como compañera de fórmula. Fue elegido por tercera vez el 13 de octubre con el 45% de los votos superando a Carim Peche (Chaco somos Todos), por lo que asumirá la gobernación en diciembre de 2019.
En las elecciones gubernamentales de 2023, Capitanich (por el Frente Chaqueño otra vez) perdió contra Leandro Zdero de Juntos por el Cambio por 46.1% a 41.7%, una diferencia de 4.4% (o 29,973 votos).

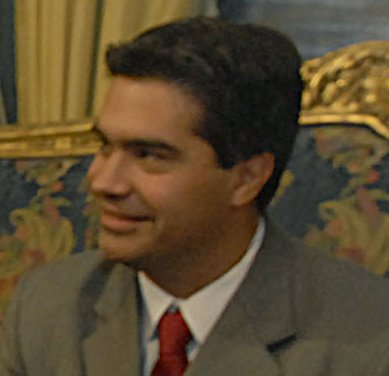
Jorge Capitanich, en 2013

## Vida personal
Estuvo casado con la política Sandra Mendoza hasta 2009, con quien tiene dos hijas.

## Cargos públicos
- 1987: Secretario privado del gobernador Danilo Luis Baroni.[9]
- 1994: Coordinador del Programa de Creación de Empleo Privado en la Secretaría de Asistencia para la Reforma Económica Provincial de la Nación.
- 1995: Subsecretario de Coordinación Técnico–Administrativa de la Secretaria de Desarrollo Social de la Nación.
- 1998: Subsecretario de Proyectos Sociales de la Secretaría de Desarrollo Social de la Nación.
- 2001: Ministro de Infraestructura y Vivienda e interino de Economía, de Desarrollo Social y Medio Ambiente, de Salud, de Trabajo, Empleo y Formación de Recursos Humanos y de Seguridad Social.
- 2001: Elegido senador nacional por la provincia del Chaco (2001-2007).
- 2002: Jefe de Gabinete de Ministros.
- 2007: Gobernador de Chaco.
- 2013: Jefe de Gabinete de Ministros.
- 2015: Gobernador de Chaco.
- 2015: Intendente de la Ciudad de Resistencia.
- 2019: Gobernador de Chaco.
- 2025: Diputado a la Cámara de Diputados de la Provincia del Chaco.

Además es desde diciembre de 2020 Presidente Pro Tempore de la Región Norte Grande.

## Libros
- La eficiencia del gasto social (1ª edición). Buenos Aires: Mecanografix. 1997. ISBN 978-987-95921-5-1. (En coautoría.)
- La Sumergida. Chaco, propuestas para la integración y el crecimiento (1ª edición). Buenos Aires: Grupo Editorial Agora. 1999. ISBN 978-987-96235-4-1.
- Federalismo Fiscal y Coparticipación (1ª edición). Buenos Aires: Fund. Pro Universidad de la Producción y del Trabajo. 1999. ISBN 978-987-97659-0-6. (escrito con Axel Kicillof y Mónica Beatriz Zorrilla.)
- Investigación sobre la naturaleza de las crisis provinciales (1ª edición). Buenos Aires: Grupo Editorial Agora. 2000.
- Chaco, el secreto de la Argentina (1ª edición). Buenos Aires: Jorge Rossi Casa Editorial. 2011. ISBN 978-987-1060-56-6.
- Kirchnerismo. Desde las tensiones estructurales hacia la construcción del futuro (1ª edición). Resistencia: Librería de la Paz. 2011. ISBN 978-987-1671-34-2.
- Chaco, su historia en cifras (1ª edición). Resistencia: Librería de la Paz. 2011. ISBN 978-987-1671-40-3.
- Más Estado, mejor Estado - Principios y estrategias de Gobierno desde la Planificación y la Acción, a la comunicación con la sociedad (1ª edición). Resistencia: Librería de la Paz. 2012. ISBN 978-987-1671-54-0.
- La visión - Nuestro lugar en el mundo (1ª edición). Resistencia: ConTexto Libros. 2013. ISBN 978-987-1885-67-1.
- Objetivos de desarrollo del milenio (1ª edición). Resistencia: ConTexto Libros. 2015. ISBN 978-987-730-076-5.
- Políticas públicas para el desarrollo de la provincia del Chaco (1ª edición). Resistencia: ConTexto Libros. 2015. ISBN 978-987-730-077-2.
- 100 días de gestión (1ª edición). Resistencia: ConTexto Libros. 2016. ISBN 978-987-730-119-9.
- Pasión por el Chaco (1ª edición). Resistencia: ConTexto Libros. 2016. ISBN 978-987-730-137-3.
- En primera persona (1ª edición). Resistencia: ConTexto Libros. 2016. ISBN 978-987-730-146-5.
- La democracia como ficción (1ª edición). Resistencia: ConTexto Libros. 2017. ISBN 978-987-730-240-0.
- Economía peronista (1ª edición). Buenos Aires: Colihue. 2017. ISBN 978-987-684-276-1. (Prólogo de Norberto Galasso)
- Ideario político para la transformación (1ª edición). Resistencia: ConTexto Libros. 2018. ISBN 978-987-730-364-3.
- Propuesta para una reforma constitucional en la provincia del Chaco (1ª edición). Resistencia: ConTexto Libros. 2018. ISBN 978-987-730-367-4.